# Erik Malmfors
Erik Gustaf Malmfors, född 23 mars 1922 i Stockholm, död 18 december 1999, var en svensk bergsingenjör och företagsledare.
Malmfors, som var son till kraftverksdirektör Sam Malmfors och Xenia Ohlsson, avlade studentexamen i Falun 1942 utexaminerades från Kungliga Tekniska högskolan 1951. Han blev valsverksingenjör SKF Hofors bruk 1951, försäljningsingenjör vid Morgårdshammars Mekaniska Verkstads AB 1954, försäljningschef vid Ställbergsbolagen (Ställbergs Grufve AB, Idkerbergets Gruf AB, Stripa Gruv AB, Forsbo Gruv AB och AB Järnmalm) 1958, vice verkställande direktör där 1963, Halmstads Järnverks AB 1966, verkställande direktör där 1967–1978 och direktör i AB Invik 1978–1980. Han var bland annat styrelseledamot i Göteborgs Bank i Halmstad, Halmstads Järnverks AB, Swedish Rail System AB, Götabankens regionstyrelse, fullmäktig i Jernkontoret, styrelseledamot i Sveriges industriförbund, ledamot av Statens stålbranschråd, styrelseordförande i verkstadsföretaget Kollin & Ström AB och styrelseledamot i länsstyrelsen i Hallands län.

## Refererenser
1. ↑  Malmfors, Erik Gustaf på svenskagravar.se
2. ↑  Malmfors, Erik G i Vem är Vem?: Skåne, Halland, Blekinge (andra upplagan, 1966)
3. ↑  Malmfors, Erik G i Vem är det 1997